# Ulbanski zaljev
Ulbanski zaljev (rus. Ульбанский залив) je zaljev u sjeverozapadnom dijelu Ohotskog mora, južno od otočja Šantar. To je južni ogranak Akademijskog zaljeva prema sjeveru. U zaljev utječu rijeke Siran i Ulban.

## Geografija
U zaljev Ulban ulazi se između rta Ukurunru na zapadu i rta Tukurgu na istoku, koji su međusobno udaljeni 43,4 km. Sam zaljev je dug skoro 64 km u smjeru jugozapada. Led u zaljevu se obično topi do sredine ili kasnog lipnja, ali u nekim godinama može ostati do kolovoza. Zaljev nema sigurnog sidrišta i izložen je sjeveroistočnim vjetrovima. Morske mijene su poludnevne. Najveće plime su 4.9 m u sjevernom dijelu zaljeva, a 5.4 m u južnom dijelu, dok su najniže plime e oko 3 m. Plimne struje variraju od jednog do dva čvora. Poplavna struja uglavnom zalazi prema jugozapadu, dok oseka teče u suprotnom smjeru.

## Povijest
Između 1854. i 1885. američki kitolovci često su posjećivali zaljev loveći grenlandske kitove. Nazvali su ga zaljev Mercury ili Dimonov zaljev, po brodu Mercury (340 tona) iz New Bedforda, koji je posjetio to područje tijekom svog putovanja 1852. – 1855., i Francisu L. Dimonu, njegovom vlasniku u to vrijeme. Također su se usidrili na vrhu zaljeva kako bi nabavili drva i vodu. Dana 9. srpnja 1855., brod Washington (340 tona), iz Sag Harbora, oštećen je ledom i naletio je na obalu, prodan je na dražbi za 400 dolara - olupina je još uvijek bila vidljiva u listopadu.
Ruske škune i posade čamaca iz zaljeva Mamga također su krstarile u zaljevu od 1865. do 1871.

## Divlje životinje
Ljeti se beluge okupljaju u ušćima rijeka Siran i Ulban na vrhu zaljeva Ulban, dok su grenlandski kitovi također uobičajeni u zaljevu tijekom tog doba godine. U srpnju 2011. u zaljevu je fotografiran ugroženi sjevernopacifički pravi kit – koji se smatra lutalicom u regiji. Ptice koriste južni dio zaljeva kao usputnu stanicu tijekom ljetne seobe. Najzastupljenije vrste are Terek sandpiper, Great knot, and wood sandpipe.